# Quadro de medalhas da Universíada de Inverno de 2009
O Quadro de Medalhas da Universíada de Inverno de 2009 é uma lista que classifica as Federações Nacionais de Esportes Universitários (NUSF) de acordo com o número de medalhas conquistadas na Universíada realizada em Harbin, na China. Foram disputadas 81 finais em 12 modalidades.
A 1ª medalha de ouro foi conquistada pela atleta coreana Sang Hwa Lee no evento de 500 metros da patinação de velocidade com o tempo de 76 segundos e 36 centésimos, apenas 53 centésimos à frente da atleta chinesa Yu Jing e 94 centésimos à frente da também chinesa Zhang Shuang.

## O quadro
O quadro de medalhas está classificado de acordo com o número de medalhas de ouro, estando as medalhas de prata e bronze como critérios de desempate em caso de países com o mesmo número de ouros.
As medalhas foram conquistadas por 20 países. O país em destaque é o anfitrião.
| Ordem | País              | Medalha de ouro | Medalha de prata | Medalha de bronze |     |
| ----- | ----------------- | --------------- | ---------------- | ----------------- | --- |
| 1     | CHN China         | 18              | 18               | 12                | 48  |
| 2     | RUS Rússia        | 18              | 14               | 19                | 51  |
| 3     | KOR Coreia do Sul | 12              | 7                | 9                 | 28  |
| 4     | JPN Japão         | 9               | 8                | 3                 | 20  |
| 5     | SUI Suíça         | 7               | 3                | 4                 | 14  |
| 6     | AUT Áustria       | 4               | 3                | 2                 | 9   |
| 7     | FRA França        | 2               | 6                | 5                 | 13  |
| 8     | POL Polônia       | 2               | 4                | 8                 | 14  |
| 9     | NED Países Baixos | 2               | 1                | 1                 | 4   |
| 10    | SWE Suécia        | 2               |                  |                   | 2   |
| 11    | CAN Canadá        | 1               | 4                | 1                 | 6   |
| 12    | CZE Chéquia       | 1               | 3                | 5                 | 9   |
| 13    | UKR Ucrânia       | 1               | 2                | 4                 | 7   |
| 14    | GER Alemanha      | 1               | 2                | 3                 | 6   |
| 15    | ISR Israel        | 1               |                  |                   | 1   |
| 16    | FIN Finlândia     |                 | 2                | 2                 | 4   |
| 17    | SVK Eslováquia    |                 | 1                | 2                 | 3   |
| 18    | ITA Itália        |                 | 1                | 1                 | 1   |
| 19    | BLR Bielorrússia  |                 | 1                |                   | 1   |
|       | NOR Noruega       |                 | 1                |                   | 1   |
| TOTAL | TOTAL             | 81              | 81               | 81                | 243 |